# Association des agences conseils en communication
Pour les articles homonymes, voir AACC.
L'Association des agences de conseil en communication (AACC) est, avec son homologue l'UDA, l'un des deux syndicats professionnels chargés de représenter les agences de communication. 
Créée en 1972 et régie par la loi Waldeck-Rousseau du 21 mars 1884, elle représente près de 200 agences et un effectif de plus de 12 000 salariés.

## Activités
L'AACC a pour but de défendre et promouvoir les métiers de la communication auprès de l'ensemble de leurs parties prenantes : médias, annonceur, pouvoirs publics, organismes professionnels, associations de consommateurs. Elle établit également des règles de bonne conduite pour le marché de la publicité.
Les travaux de l'association sont organisés autour de 4 axes stratégiques de la profession : influence, gouvernance, créativité-Innovation et RSE.
L'AACC a publié en 2007 avec l'ADEME un ouvrage chargé de sensibiliser à l’éco-communication.
L'AACC est membre du MEDEF, de l'EACA (European Association of Communications Agencies), et siège au conseil d'administration de l'ARPP, du CESP, de l'IAA, de l'UFMD (Union française du marketing digital).
Depuis 2011, l’AACC organise la journée Agences Ouvertes.

### Lobbying
Pour l'année 2017, l'AACC déclare à la Haute Autorité pour la transparence de la vie publique exercer des activités de lobbying pour le compte de 126 clients. Ses dépenses déclarées pour l'activité de représentation d'intérêts n'excèdent cependant pas 50 000 euros.

## Composition
L'AACC est présidée depuis le 11 juin 2013 par Vincent Leclabart, président de l'agence Australie. Ce dernier a annoncé la composition du nouveau bureau comprenant 9 administrateurs, 6 commissions et 10 délégations.

### Commissions
Servant les mêmes objectifs et ambitions que l’AACC dans sa globalité, les commissions regroupent des agences spécialistes d’un domaine spécifique et sont de six: Développement Durable, Finance, Talent Attractivité Formation, Valeur, Juridique, Sociale.

## Polémiques
En mars 2019, l'agence de communication TBWA annonce dans une lettre adressée au président de l'AACC que le groupe ainsi que l'ensemble de ses entités quittent l'AACC,. La question de la « destruction de valeur » est au cœur de la polémique, ainsi que sur les questions financières liées au secteur. Laurent Habib, président de l’AACC, répondra à cette lettre par voie médiatique, reprochant notamment l'accusation de duopole des entités Publicis et Havas,.
Le 13 octobre 2020, Laurent Habib, président de l'AACC et PDG de l'agence Babel démissionne de la présidence l'AACC à la suite d'accusations de la part de collaboratrices de l'agence Babel pour de nombreux faits de harcèlement moral et sexuel, révélées par le compte instagram @balancetonagency.